# Tomi Räisänen

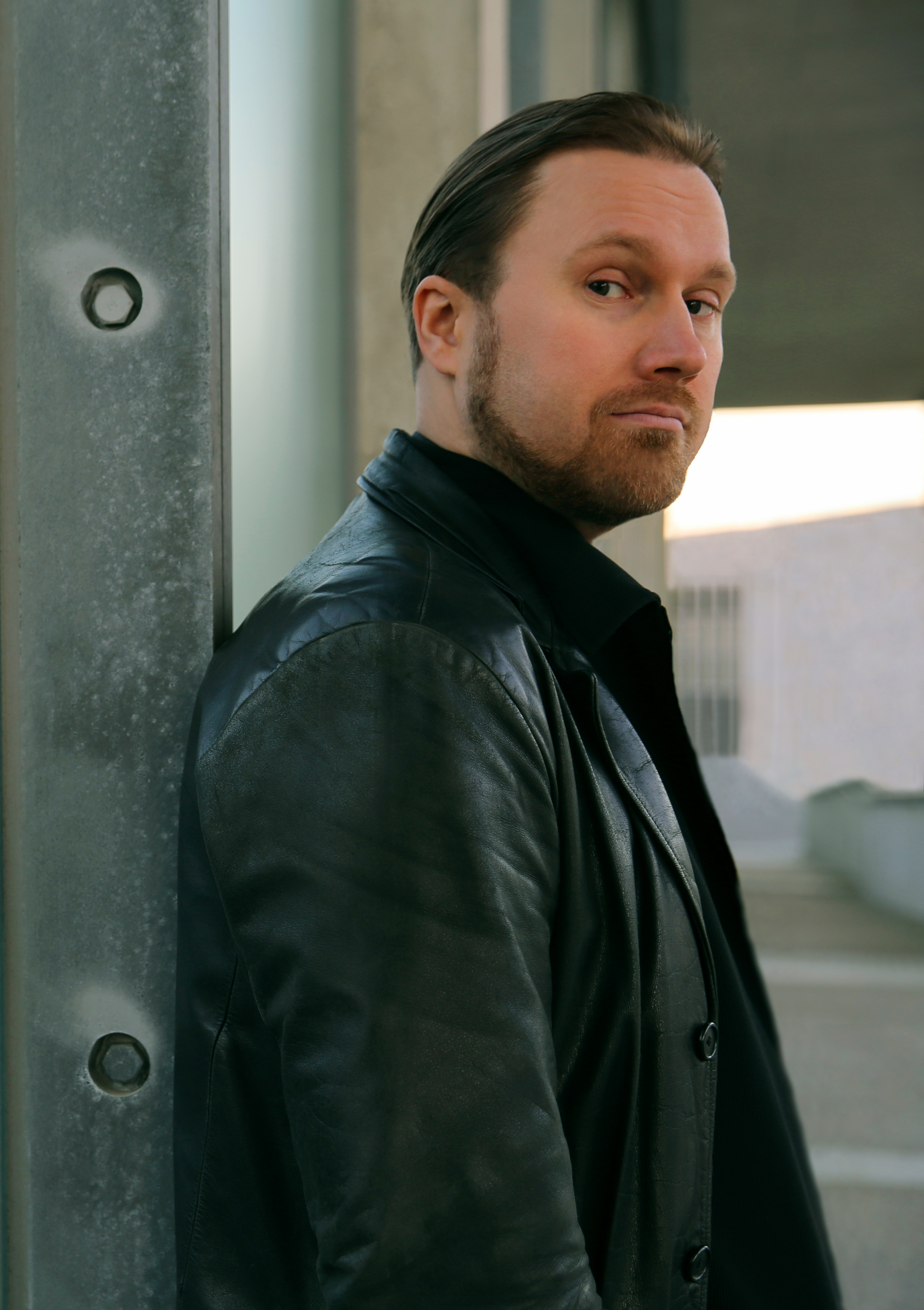
Tomi Räisänen (Awaji, Japan, 2015)

Tomi Räisänen (* 2. Juni 1976 in Helsinki) ist ein finnischer Komponist.

## Biografie
Räisänen studierte von 2000 bis 2006 Komposition bei Erkki Jokinen an der Sibelius-Akademie in Helsinki und schloss das Studium mit dem Master of Music (M.Mus.) ab. Vor seinem Studium an der Sibelius-Akademie besuchte er Vorlesungen an der Universität Helsinki in den Fächern Musikwissenschaft und Komposition bei Harri Vuori. Außerdem nahm er an diversen internationalen Meisterkursen, Seminaren und Workshops bei Komponisten wie Louis Andriessen, Brian Ferneyhough, Jonathan Harvey, Michael Jarrell, Jouni Kaipainen, Magnus Lindberg, Philippe Manoury und Marco Stroppa teil.
Räisänen ist einer der meistgespielten Komponisten seiner Generation in Finnland.
Seine Werkliste umfasst rund 100 Kompositionen, von Solostücken über Kammer- und Chormusik bis zu Orchesterwerken und Konzerten und wurde in mehr als 44 Ländern in Europa, Nord- und Südamerika, Asien und Australien zur Aufführung gebracht. Im Jahr 2007 gewann Räisänen den internationalen Irino-Preis (geteilter Preis) in Japan mit seiner Komposition Stheno (2006). Im Jahr 2002 erhielt er den zweiten Preis des internationalen Kompositionswettbewerbs „2Agosto“ in Italien mit seiner Komposition Nomad (2002). Darüber hinaus nahm er erfolgreich an Kompositionswettbewerben in Finnland und Australien teil. Räisänens Werke werden publiziert in der Edition TROY.

## Auszeichnungen
- 2009: Erwähnung auf der Liste der Empfehlungen des zweiten internationalen Uuno Klami Kompositionswettbewerbs (Finnland) mit der Komposition „Horror Vacui“ (2008)[6]
- 2007: Erster Preis (geteilter Preis) des Irino Wettbewerbs (Tokyo, Japan) mit der Komposition „Stheno“ (2006)[7]
- 2005: Finalist des MOECK Australian Recorder Composition Wettbewerbs (Armidale, Australien) mit der Komposition „Under the Apple Tree“ (version G) (2004)
- 2004: Erwähnung auf der Liste der Empfehlungen des Ersten Internationalen Uuno Klami Kompositionswettbewerb (Finnland) mit der Komposition „Delirium nocturnum“ (2006)[8]
- 2002: Zweiter Preis des Concorco Internazionale di Composizione 2 Agosto Kompositionswettbewerbs (Bologna, Italien) mit der Komposition „Nomad“ (2002)[9]
- 1997: Ehrenvolle Erwähnung beim Kuopio Kompositionswettbewerb (Kuopio, Finnland) mit der Komposition „A Walk Through the Fields of Symmetry“ (1996)[10]

## Werke

### Werke für Orchester
- Puumies (2011)
- Fortuna favoris (2009)
- Horror vacui (2008)
- Magus Magnus (2008)
- Delirium nocturnum (2006)
- Variation on Mendelssohn's Wedding March (2005)
- Under the Apple Tree (version C) (2001/2002)

### Werke für Kammerorchester oder großes Ensemble
- Louhen loitsut (2012)
- Die Sauna der 7 Brüder (version B) (2011)
- Die Sauna der 7 Brüder (version A) (2010)
- Broken Flower (2007)
- Abeyance (2005)
- Lacrimosa (2004)
- Under the Apple Tree (version E) (2001/2003)
- Battaglia (2002)
- Under the Apple Tree (version D) (2001/2002)
- Under the Apple Tree (version B) (2001)

### Werke für Soloinstrumente und Orchester/Ensemble
- Piano Concerto :: Sublunar Mechanics (2011)
- Giant Butterfly (2006)
- Sea of Tranquility (2005)
- Duo Concertante (2004)
- Nomad (2002)

### Kammermusik
- Gatekeepers (version C) (2003/2010)
- Ludi caeli (2006–2010)
- Midsommar(so)natten (2010)
- Gatekeepers (version B) (2003/2010)
- Around the Circle (version C) (2004/2010)
- L'homme armé (version B) (2003/2010)
- Löyly (2009)
- Under the Apple Tree (version J) (2001/2009)
- A Night at the Park Güell (2009)
- Grus (2008)
- Inside a Mechanical Clock (2008)
- Interludium intimum (2008)
- Horror vacui (2008)
- Under the Apple Tree (version I) (2001/2007)
- Liquid Mosaic (2007)
- Praeambulum durum (2006)
- Almtraum (2006)
- Stheno (2006)
- Under the Apple Tree (version H) (2001/2006)
- Piano Quintet (2005)
- Aulos at the Dionysian Feast (version B) (2004/2005)
- Aulos at the Dionysian Feast (version A) (2004)
- Around the Circle (version B) (2004)
- Around the Circle (version A) (2004)
- Triquad (2004)
- Euryale (2004)
- Insiders (2004)
- Under the Apple Tree (version G) (2001/2004)
- Gatekeepers (version A) (2003)
- Follow the Circle (2003)
- Elevator Music on Mars (2003)
- Under the Apple Tree (version F) (2001/2003)
- L'homme armé (version A) (2003)
- Diabolic Dialogue (version B) (2001/2002)
- Two Gardens (version B) (2000/2002)
- Diabolic Dialogue (version A) (2001)
- Two Gardens (version A) (2000)

### Solowerke
- Kyynelketju (Chain of Tears) (2007)
- Dreamgate (2006)
- Forged (2004)
- Time Labyrinth (2003)
- Peilisali (2002)
- Under the Apple Tree (version A) (2001)
- Nexusissimo (2000)

### Vokal- und Chormusik
- Laavlâ (2010)
- The City Listens (2007)
- Nexus (2000)
- Némulat (2000)

## Diskographie
- A Night at the Park Güell – Finnish Baryton Trio (Luminous Baryton, Edition Troy EDTCD 002, 2012)
- L'homme armé – Olli-Pekka Tuomisalo, Aki Virtanen (SaxCussion, OPTCD-11009, 2011)
- Ludi caeli – (H.B.Q., Edition TROY EDTCD-001, 2011)[11]
- Stheno – (big eye, phenom records PH0713, 2007)
- Under the Apple Tree – (Piano Nyt!, Sibelius Academy SACD 17, 2004)